# Effie Moira Rosser
Effie Moira Rosser (1923 - 1987) fue una botánica inglesa, que trabajó extensamente como curadora del Museo de Mánchester. Obtuvo su doctorado defendiendo una tesis en la Universidad de Londres

## Algunas publicaciones
- 1955. A new British species of Senecio. Watsonia 3: 228-32

## Honores
Fue elegida miembro de la Sociedad linneana de Londres.
- La abreviatura «Rosser» se emplea para indicar a Effie Moira Rosser como autoridad en la descripción y clasificación científica de los vegetales.[3]